# Emiliano Endrizzi
Jesús David Emiliano Endrizzi (Catamarca, Argentina; 7 de marzo de 1994) es un futbolista argentino. Juega de defensor en Gimnasia y Esgrima (J).

## Biografía
Se inició en San Lorenzo de Alem y luego jugó en Atlético Policial, club de su barrio natal La Tablada, del cual es hincha. Tras pasar por las divisiones juveniles y luego de largos años en Instituto de Córdoba, en enero de 2022 firma contrato con Independiente Rivadavia de Mendoza.
En la temporada siguiente es refuerzo de Gimnasia y Esgrima de Jujuy en la Primera Nacional de Argentina. 

## Clubes
| Club                              | País      | Año       | PJ  | Goles |
| --------------------------------- | --------- | --------- | --- | ----- |
| Instituto (Córdoba)               | Argentina | 2013-2021 | 187 | 3     |
| Independiente Rivadavia (Mendoza) | Argentina | 2022      | 33  | 0     |
| Gimnasia y Esgrima (Jujuy)        | Argentina | 2023-Act. |     |       |